# 史宗堯
史宗堯，河北清苑人，清朝政治人物。生員出身。
康熙二年（1663年）出任陽江縣知縣。康熙十年，接替童雯。擔任江蘇宜興縣知縣。后由劉啟和接任。